# Dašice
Dašice (německy Daschitz) jsou město v okrese Pardubice. Leží v rovinaté krajině Polabské nížiny při obou březích řeky Loučné, deset kilometrů východně od Pardubic. Žije v nich přibližně 2 600 obyvatel.

## Historie
Obec byla poprvé písemně zmíněna roku 1318, kdy byla sídlem Blažeje z Dašic. Roku 1332 ji držel jeho potomek Bohuslav. Roku 1398 již existovala tvrz, kterou toho roku koupil Mikuláš Barchovský. Roku 1507 dašické panství koupil Vilém II. z Pernštejna, který k tvrzi dal přistavět hospodářské budovy a pivovar. Na město byly Dašice povýšeny roku 1913.
Jádro města tvoří rozlehlé náměstí T. G. Masaryka (o rozloze 1,1 ha) s měšťanskými domy z přelomu 18. a 19. století. Má lehce lichoběžníkový tvar. Kolem tohoto přirozeného centra se nachází předměstí, nejmladší zástavba byla provedena v posledních letech při pravém břehu řeky Loučné a na jihovýchodní straně města.

## Části města
- Dašice
- Malolánské
- Pod Dubem
- Prachovice
- Velkolánské
- Zminný

Od 30. dubna 1976 do 23. listopadu 1990 k městu patřily i Lány u Dašic.

## Pamětihodnosti
Střed města včetně náměstí je od roku 1990 městskou památkovou zónou.
- Kostel Narození Panny Marie – barokní trojlodní bazilika z let 1677–1707, presbytář gotický; kostel vysvěcen roku 1709, hlavní oltář barokní od Ignáce Rohrbacha, obraz od J. Papáčka z roku 1854.
- Fara v Dašicích – barokní stavba z poloviny 18. století
- Měšťanské domy – postaveny v 18. a 19. století
- Hřbitovní kaple Sedmibolestné Panny Marie se zvoničkou na hřbitově – připomínaná roku 1755
- Novorenesanční objekt vodního mlýna
- Barokní plastiky svatého Václava, svaté Barbory a svatého Norberta
- Kašna v Dašicích
- Socha svatého Jana Nepomuckého, barokní replika sochy z Karlova mostu
- Krucifix Dašice
- Radnice Dašice
- Bývala vodní tvrz – sklepy ze 14. století, přízemí renesanční
- Vosáhlova vila (Dašice)
- Do správního území města zasahuje část ptačí oblasti Komárov.

## Rodáci
- František Běloun (1912–1992), pedagog
- Josef Hybeš (1850–1921), novinář a politik
- Václav Kindl (1916–1994), voják
- Miroslav Křičenský (1915–1943), voják
- Jiří Strniště (1914–1991), dirigent a hudební skladatel
- Jaromír Vomáčka (1923–1978), hudební skladatel

## Galerie

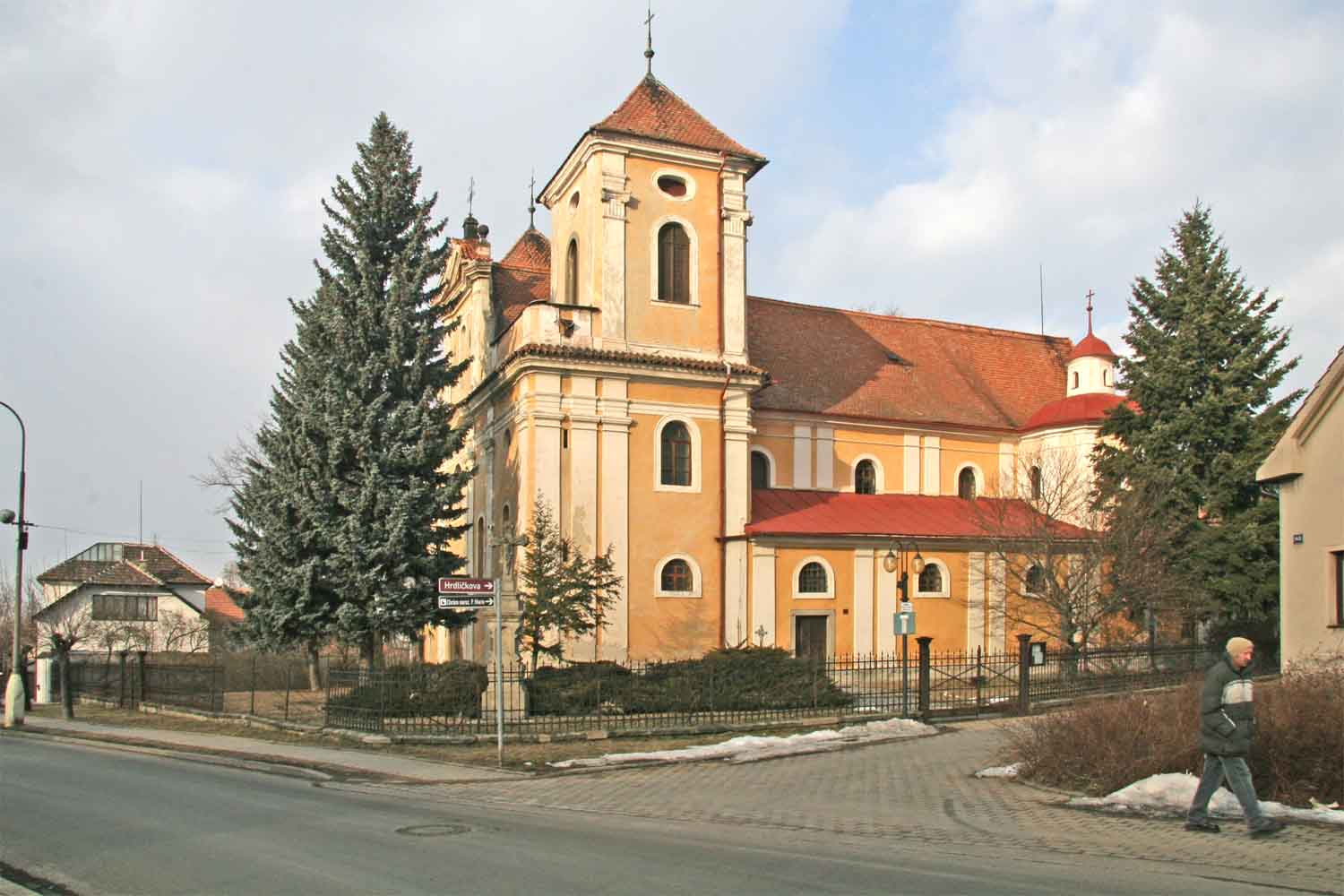
Kostel Narození Panny Marie
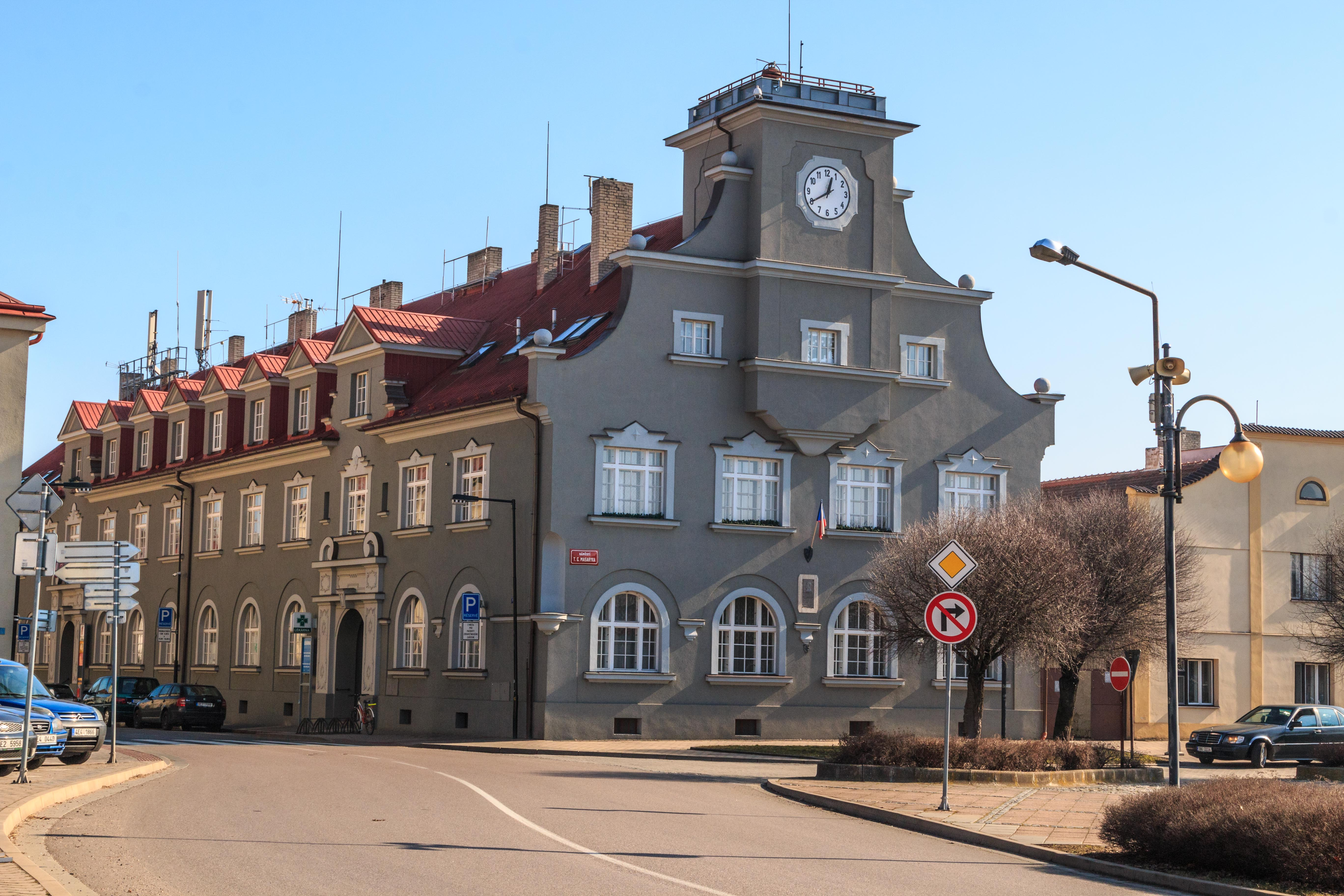
Radnice
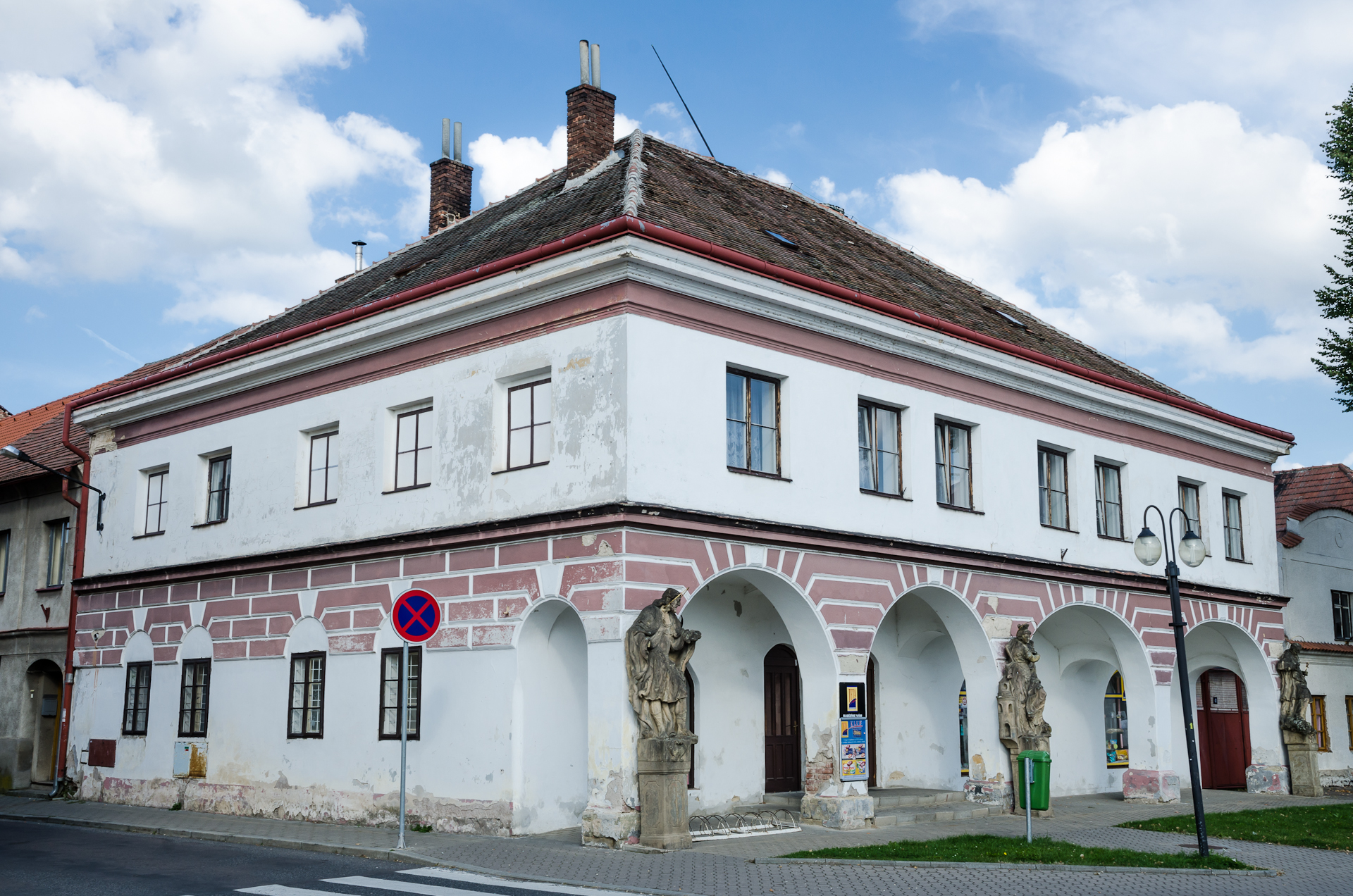
Dům čp. 43
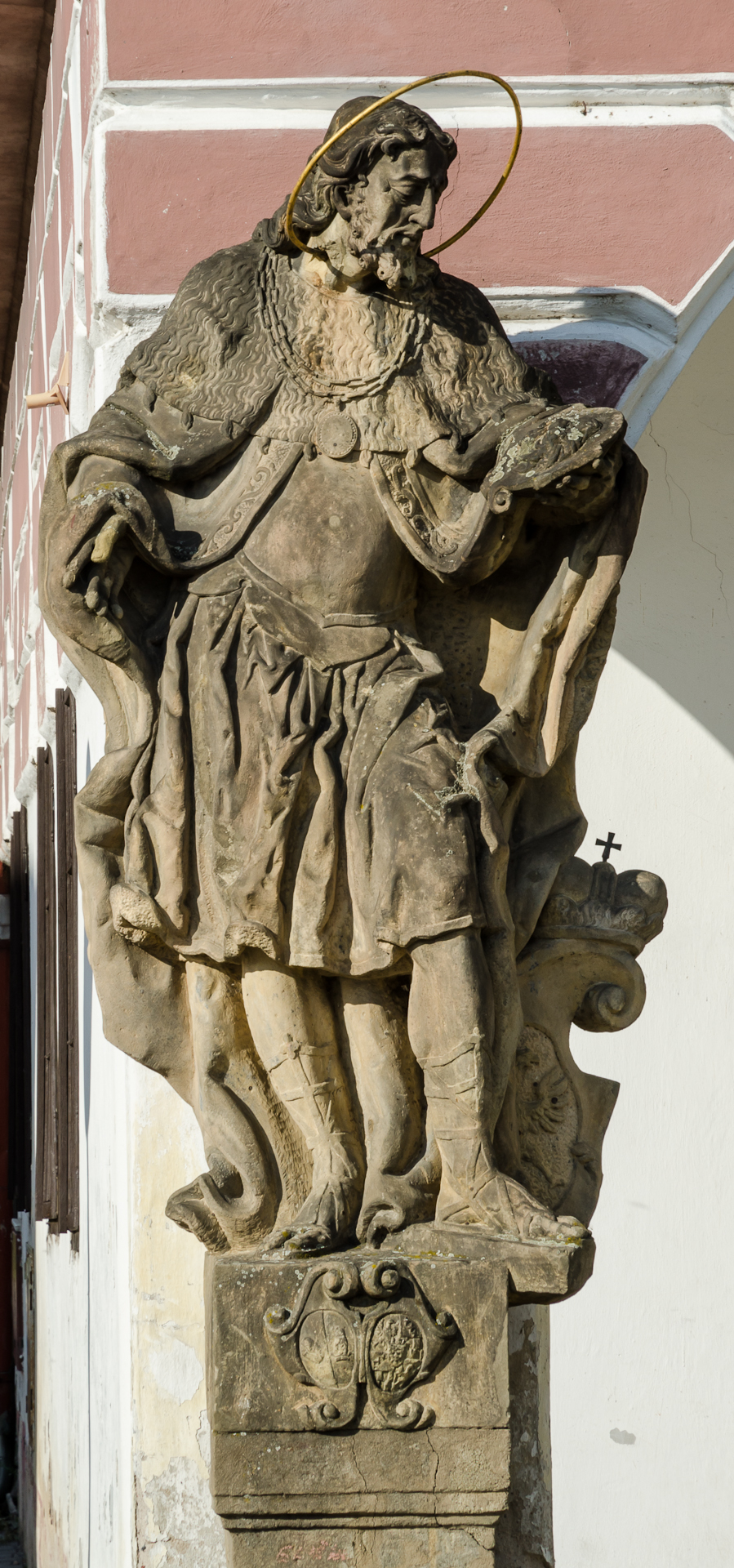
Socha svatého Václava
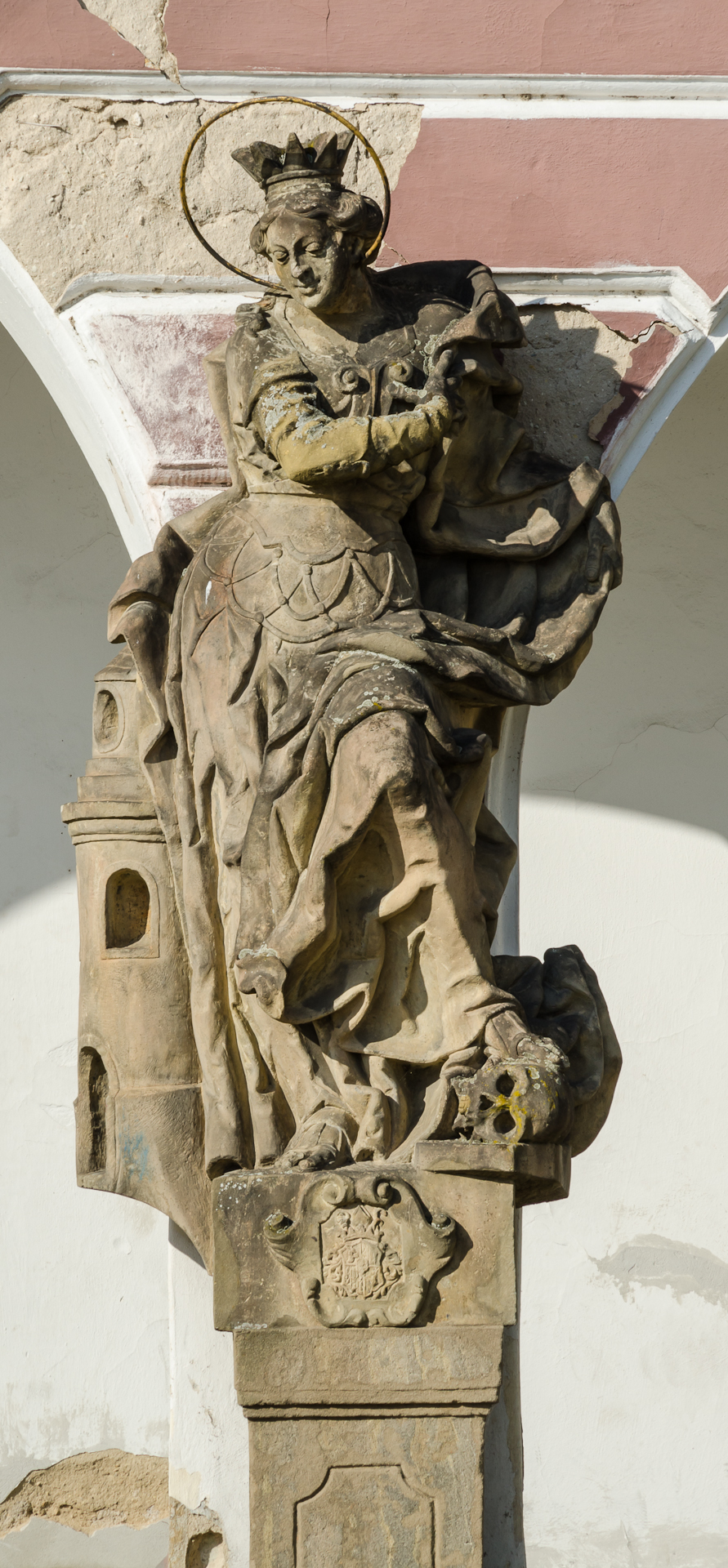
Socha svaté Barbory
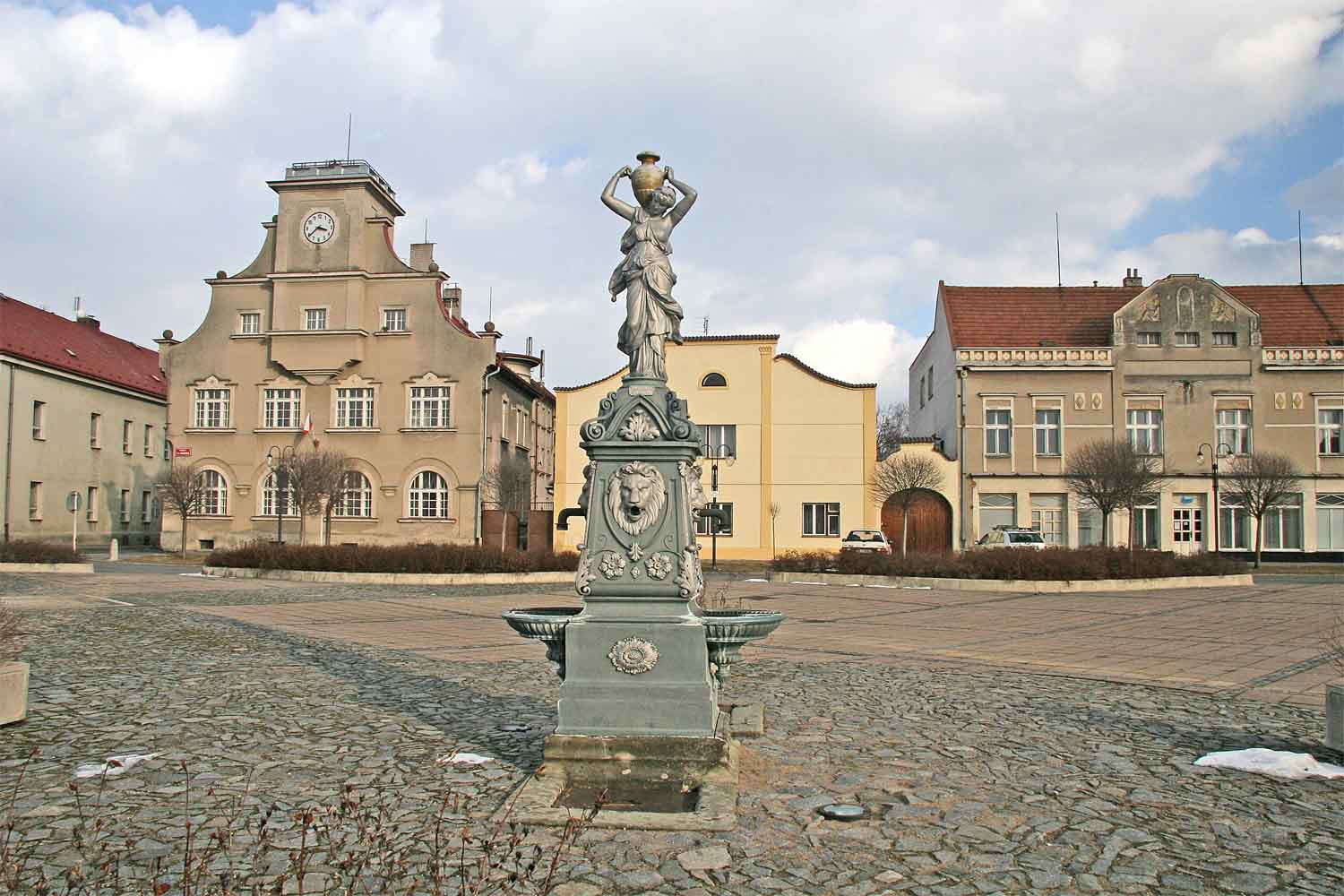
Fontána na náměstí T. G. Masaryka